# Eva Wilden
Eva Wilden ist eine deutsche Anglistin und Didaktikerin.

## Leben
2002 legte sie das erste Staatsexamen für Englisch und Geschichte (Sekundarstufe I und II) an der Universität Essen ab. 2007 erwarb sie den Dr. phil. an der Universität Kassel, Institut für Anglistik und Amerikanistik, Betreuerin: Claudia Finkbeiner. 2008 erwarb sie das Postgraduate Certificate in Education (PGCE) History through the medium of German (Bilingualer Geschichtsunterricht) an der University of Nottingham. Von 2009 bis 2010 unterrichtete sie an der Friedrich-List-Schule (Kassel). Von 2012 bis 2014 lehrte sie als Juniorprofessorin für Didaktik des Englischen an der Ruhr-Universität Bochum. Von 2014 bis 2017 hatte sie den Lehrstuhl für Didaktik des Englischen an der Universität Vechta inne. Seit 2017 ist sie Lehrstuhlinhaberin für Didaktik des Englischen an der Universität Duisburg-Essen.

## Schriften (Auswahl)
- Selbst- und Fremdwahrnehmung in der interkulturellen Onlinekommunikation. Das Modell der Abc's of cultural understanding and communication online. Eine qualitative Studie. Berlin 2008, ISBN 978-3-631-57168-2.
- mit Laura Armbrust und Sina Müller: Appetizer Englisch. Ideen und Materialien für themenorientierte Stundeneinstiege. Mülheim an der Ruhr 2013, ISBN 978-3-8346-2398-0.
- mit Raphaela Porsch (Hrsg.): The professional development of primary EFL teachers. National and international research. Münster 2017, ISBN 978-3-8309-3424-0.
- mit Henning Rossa (Hrsg.): Fremdsprachenforschung als interdisziplinäres Projekt. Berlin 2019, ISBN 978-3-631-78457-0.